# BSA Y13-serie
De BSA Y13-serie was een kleine serie V-twin-motorfietsen die het Britse merk BSA uit Birmingham produceerde van 1935 tot 1938. De serie kende slechts twee modellen: de BSA J35-15 War Office en de BSA Y13.

## Voorgeschiedenis
BSA was onmiddellijk na de Eerste Wereldoorlog begonnen met de productie van zware V-twin-zijkleppers die vooral bedoeld waren als zijspantrekker. Het begon in 1919 met de 770cc-Model E-serie die in 1923 werd aangevuld met de 1.000cc-Model F-serie en in 1925 met de 1.000cc-Model G-serie. De eerste BSA-kopklepper verscheen in 1924: Het 350cc-BSA Model L 3½ HP OHV. In 1933 kreeg BSA een voet tussen de deur van het War Office toen het BSA Model J War Office Twin werd uitgebracht. Dit was een 500cc-kopklep-V-twin met een blokhoek van 45° en drie handgeschakelde versnellingen. Ondanks grote slijtageproblemen tijdens de tests bleek dit de beste machine uit zes kandidaten en er werden ongeveer 700 van deze machines aan het Britse leger geleverd. In 1934 verscheen een civiele versie, de BSA J34-11 met voetgeschakelde vierversnellingsbak. Deze machine was als sportmotor bedoeld, maar ze was zwaar en duur en niet sneller dan een 500cc-eencilinder. Bovendien was het MWEE (Mechanical Warfare Experimental Establishment) nog steeds niet tevreden over de militaire versie en men begon om te zien naar meer betrouwbare eencilinderzijkleppers. Om het tij te keren bouwde BSA in 1935 een 750cc-versie, de BSA J35-15 War Office.

## Modelaanduiding
De naam "J35-15" geeft aan dat BSA dit model nog beschouwde als een uitbreiding van de J-serie. De letter J gaf immers het model aan, het getal 35 het bouwjaar en het getal 15 de plaats in de catalogus: helemaal achteraan of (omdat het een militair model betrof) helemaal niet. In 1936 verviel de aanduiding van het bouwjaar. Bovendien kreeg de civiele versie van het 750cc-model de modelnaam Y, als dertiende in de catalogus werd dat dus Y13.

## Y13-serie

### BSA J35-15 War Office
De BSA J35-15 War Office was dus bedoeld als militaire machine, maar voor zover bekend is ze niet als zodanig ingezet. Zo vormde ze de basis voor de latere Y13.

#### Motor
De motor was een dwarsgeplaatste, luchtgekoelde V-twin-kopklepmotor met een blokhoek van 45° en stoterstangen om de kleppen te bedienen. Kleppen en klepveren zaten in de rijwind vanwegde de benodigde koeling. De stoterstangen waren weggewerkt in twee buizen, wat de indruk wekte dat het om koningsassen ging en dus ook bovenliggende nokkenassen. Bij de latere burgeruitvoering BSA Y13, maar ook van de 350cc-BSA R-serie en de 250cc-Model B-serie, was dit een verkoopargument. De krukas had een enkele big-end pen, waarop beide drijfstangen in dubbele kogellagers draaiden. De cilinders stonden in lijn, maar de boringen waren versprongen om in lijn met de krukaslagers te blijven. De boring bedroeg 71 mm, de slag 94,5 mm. De cilinderinhoud kwam daardoor op 748,3 cc. In het distributiecarter dreven zes tandwielen de vier nokkenassen aan. De motor had een dry-sump-smeersysteem met een olietank. De meeste andere modellen hadden een apart compartiment aan de voorkant van het carter waarin de olie werd bewaard. Een dubbele tandwielpomp zorgde voor de smering. Via het distributiecarter werd ook de Alton-magdyno voor de ontsteking en de stroomvoorziening aangedreven. Beide uitlaten zaten aan de rechterkant boven elkaar. 

#### Transmissie
Op het linker uiteinde van de krukas zat een transmissiedemper en de primaire aandrijving werd verzorgd door een ketting in een gesloten kettingkast. De machine had een meervoudige droge plaatkoppeling en een voetgeschakelde vierversnellingsbak waar ook de kickstarter op zat. De secundaire aandrijving ging via een ketting in een gesloten kettingkast. 

#### Rijwielgedeelte
De machine had een dubbel wiegframe en de voorvering werd verzorgd door een parallellogramvork uit eigen huis die werkte volgens het Girder-principe met een enkele centrale veer. Er werden twee frictiedempers gebruikt, een voor de demping en een als stuurdemper. Achtervering was er niet. Voor en achter zaten trommelremmen. 

### BSA Y13
De civielde versie BSA Y13 verscheen in 1936. Terwijl de 500cc-J12 nog steeds als sportmotor te boek stond, zette BSA de Y13 vooral als zijspantrekker in de markt. Daarmee had de machine een concurrent in eigen huis: de 1.000cc-zijklepper G14, die even duur was en net als de Y13 30 pk op de been bracht. Bovendien leverde Amalgamated Motor Cycles twee vergelijkbare zijkleppers: het Matchless Model 36/X4 en het AJS Model 36/2. De Y13 richtte zich dus op de minder behoudende zijspanrijders die bereid waren af te zien van de vertrouwde en sterke zijkleppers. De Y13 kreeg een zwart frame en een verchroomde tank met groene flanken. Het instrumentenpaneel met ampèremeter, oliedrukmeter, licht- en contactschakelaar zat op de tank, de snelheidsmeter op het stuur. Beide wielen waren snel uitneembaar. 

## Einde productie
Toen constructeur Val Page in 1936 van Triumph naar BSA kwam, verdwenen veel modellen. Page hield de Y13 echter tot 1938 in productie. In 1939 had hij zijn stempel volledig op de modellenlijn gedrukt met de 250cc-C-serie, de 350cc-B-serie en de 500cc-M-serie. De BSA Y13 verdween en alleen de BSA G14 bleef bestaan, naast een nieuwe militaire versie, de BSA G14 WD (War Department). 

.